# Communauté rurale de Ndiobène Samba Lamo
La communauté rurale de Ndiobène Samba Lamo est une communauté rurale du Sénégal située au centre du pays. 
Créée en 2011 par la scission de la communauté rurale de Ndioum Ngainth, elle fait partie de l'arrondissement de Darou Minam 2, du département de Malem Hodar et de la région de Kaffrine.